# Hymenalatresie
Als Hymenalatresie (Atresia hymenalis) bezeichnet man in der Medizin eine angeborene Fehlbildung des Hymen, bei der die Vagina durch das Hymen vollständig verschlossen ist. Sie ist damit eine Form der Gynatresien, bei denen durch Hemmungsfehlbildungen Hohlräume oder Gänge der inneren weiblichen Geschlechtsorgane verschlossen sind.
Die Folge dieses Verschlusses ist ein symptomloser Hydrokolpos mit Flüssigkeitsansammlung in der Vagina oder Hydrometrokolpos mit Flüssigkeitsansammlung auch im Uterus bei Neugeborenen. Diese Flüssigkeit besteht aus Sekret der mütterlicherseits hormonell stimulierten Vaginalschleimhaut.
Mit der Menarche, dem ersten Auftreten der Regelblutung in der Pubertät tritt ein Hämatokolpos mit Aufstau von Menstruationsblut in der Vagina oder eine Hämatometra (Hämatokolpos) mit Aufstau auch in den Uterus hinein auf.
Die Öffnung des Hymens erfolgt in diesen Fällen operativ.